# 松日约
松日约（法語：Songieu，發音：[sɔ̃ʒjø]）是法国东部安省的一个旧市镇，属于贝莱区。2016年1月1日，松日约与邻近的3个市镇合并为新市镇上瓦尔罗梅，成为了上瓦尔罗梅的委派市镇与政府驻地。

## 地理
松日约（45°58'24"N, 5°42'8"E）面积20.58 平方千米，位于法国奥弗涅-罗讷-阿尔卑斯大区安省，该省份为法国东部省份，北起汝拉省，西北接索恩-卢瓦尔省，西接罗讷省和里昂大都会，南至伊泽尔省，东与萨瓦省、上萨瓦省和瑞士接壤。
与松日约接壤的市镇（或旧市镇、城区）包括：布雷纳、瓦尔罗梅地区香槟、沙奈、科尔博诺、洛皮塔勒、洛尼约、吕菲约、奥托讷。
松日约的时区为UTC+01:00、UTC+02:00（夏令时）。

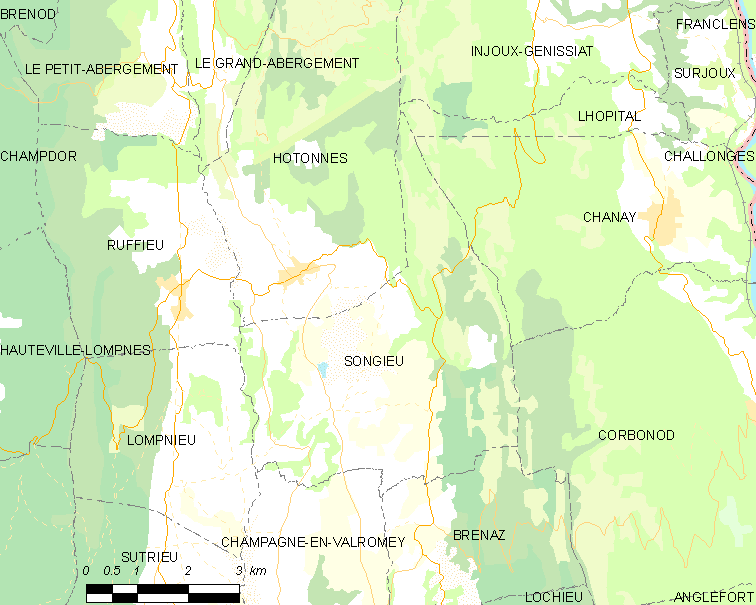
松日约的OSM定位图

## 行政
松日约的邮政编码为01260，INSEE市镇编码为01409。

## 政治
松日约所属的省级选区为普拉托多特维尔县。

## 人口

1962-2008年间松日约人口变化图示

松日约于2018年1月1日时的人口数量为123人。